# Paul Dukas
Paul Dukas, född 1 oktober 1865 i Paris, död 17 maj 1935 i Paris, var en fransk tonsättare och pedagog. Dukas var elev vid Pariskonservatoriet, och blev 1909 professor vid orkesterklassen vid konservatoriet och var från 1926 lärare i komposition vid École normale de musique i Paris.
Att hans efterlämnade musikaliska produktion är så högkvalitativ, men samtidigt så relativt liten, förklaras av att han innan sin död gjorde sig av med merparten av vad han komponerat.
Mest känt är hans orkesterverk Trollkarlens lärling, som 1940 användes av Walt Disney i filmen Fantasia, där Musse Pigg agerade lärlingen ifråga. Dukas skrev även en pianosonat i ess-moll.
Under de sista årtiondena av sitt liv, blev Dukas välkänd som kompositionslärare. Han hade många elever som skulle nå berömmelse, såsom Joaquín Rodrigo, Maurice Duruflé, Olivier Messiaen och Jehan Alain. Dukas dog i Paris och är en av många berömda människor som är begravna på Père Lachaise-kyrkogården där.

## Verkförteckning

### Pianoverk
- Pianosonat ess-moll (1901)
- Variations, interlude et finale (1903) "Sur un thème de Jean-Philippe Rameau"
- Prélude élégiaque (1908) "Sur le nom de Haydn"
- La plainte, au loin, du faune (1920) "Tombeau de Claude Debussy"

### Kammarmusik
- Villanelle (valthorn och piano)

### Vokalmusik
- Sonnet de Ronsard
- Vocalise  (sång och piano)
- Kantater 
  - Hymne au soleil
  - Sémélé et Velléda

### Orkesterverk
- Uvertyrer 
  - Götz von Berlichingen
  - Polyeucte
  - Le Roi Lear
- Symfoni (1896)
- L'Apprenti sorcier (Trollkarlens lärling) (1897) över Goethes Trollkarlens lärling

### Balett
- La Péri (1912)

### Opera
- Ariane et Barbe-Bleue (1907) över ett drama av Maurice Maeterlinck